# Kilyos
Kilyos (türkisch auch: Kumköy) ist ein kleiner ruhiger Badeort unweit des europäischen Eingangs des Bosporus am Schwarzen Meer in der Provinz Istanbul, Türkei.
Der Ort verfügt über gute Bademöglichkeiten und wurde in den 2010er Jahren unter den Einwohnern von Istanbul als Ausflugsort populär.

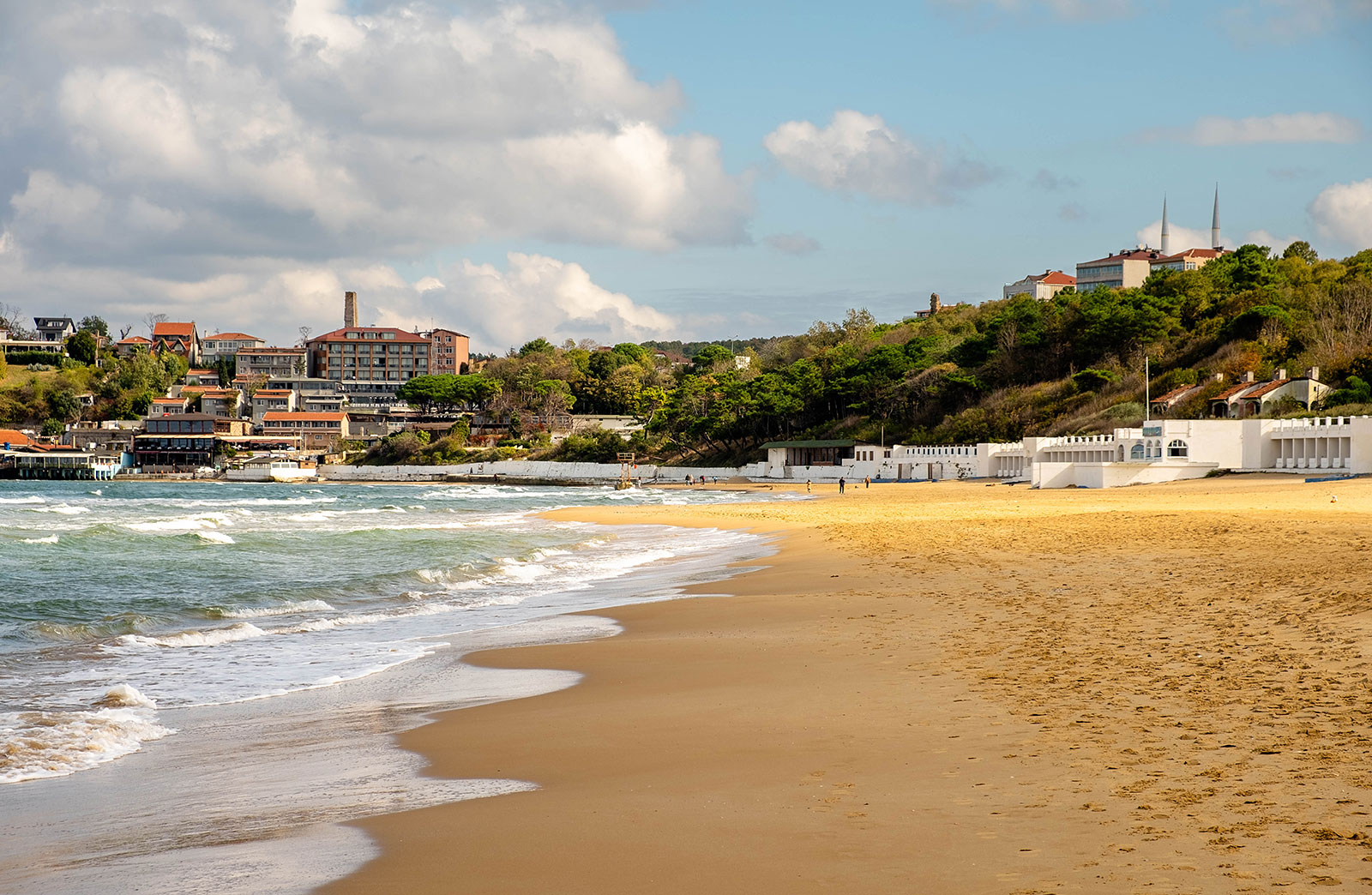
Der Badeort Kilyos am Schwarzen Meer